# Ylem
Ylem é um termo que foi usado por George Gamow, seu aluno Ralph Alpher e seus associados no final da década de 1940 para uma substância original hipotética ou um estado da matéria condensado, que se tornou as partículas e elementos subatômicos como os conhecemos hoje. O termo ylem foi realmente ressuscitado (aparece no Webster's Second "a primeira substância da qual os elementos deveriam ter sido formados") por Ralph Alpher.
Na compreensão moderna, o "ylem" descrito por Gamow era o plasma primordial, formado na bariogênese, que foi submetido à nucleossíntese do Big Bang e era opaco à radiação. A recombinação do plasma carregado em átomos neutros tornou o Universo transparente aos 380.000 anos de idade, e a radiação liberada ainda é observável como radiação cósmica de fundo em micro-ondas. 

## História
Vem de uma palavra filosófica obsoleta do inglês médio que Alpher disse que encontrou no dicionário de Webster. A palavra significa algo como "substância primordial da qual toda a matéria é formada" (que na mitologia antiga de muitas culturas diferentes era chamada ovo cósmico) e, finalmente, deriva do grego ὕλη (hūlē, hȳlē), "matéria", provavelmente através de uma forma singular acusativa em latim hylen, hylem. Em uma entrevista de história oral em 1968, Gamow falou sobre ylem como uma palavra hebraica antiga.
O ylem é o que Gamow e colegas presumiram existir imediatamente após o Big Bang. Dentro do ylem, supunha-se haver um grande número de fótons de alta energia presentes. Alpher e Robert Herman fizeram uma previsão científica em 1948 de que ainda deveríamos observar esses fótons com desvio vermelho hoje como uma radiação cósmica de fundo em micro-ondas (RCFM) que permeia todo o espaço com uma temperatura de cerca de 5 kelvins (quando a RCFM foi detectado pela primeira vez em 1965, sua temperatura foi encontrada como sendo de 3 kelvins). Hoje é reconhecido que a RCFM se originou na transição do hidrogênio predominantemente ionizado para o hidrogênio não ionizado cerca de 400.000 anos após o Big Bang.       